# Acosta (kráter)

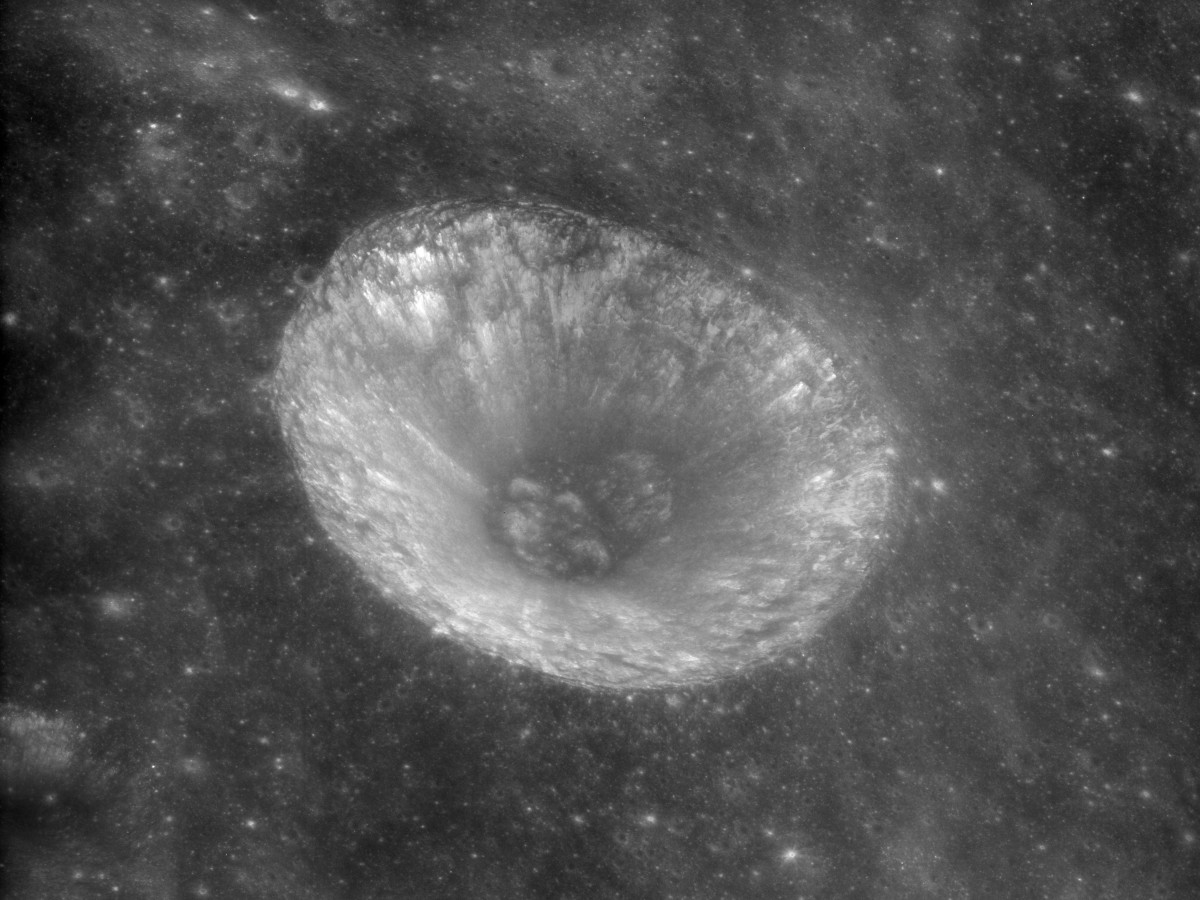

Acosta je malý impaktní kráter, který se nachází severně od výrazného kráteru Langrenus, poblíž východního okraje Mare Fecunditatis. Na západě je trojice kráterů Atwood, Naonobu a Bilharz. Acosta je pojmenován po portugalském přírodovědci Cristóvão da Costovi.
Kráter je kruhový ve tvaru mísy, s malým dnem. Tento kráter byl označován jako Langrenus C před tím, než byl přejmenován Mezinárodní astronomickou unií.